# Avenida Arica
La avenida Arica es una de las principales avenidas de la ciudad de Lima, capital del Perú. Tiene una longitud de 2,8 km y se extiende en dirección este-oeste desde la plaza Bolognesi hasta la avenida Luis Braille. Recorre los distritos de Breña y Lima.
Se inició del plan de desvío vehicular debido al cierre de la avenida Arica para el 6 de junio de 2022 entre las cuadras 6 y 10 desde el 6 de junio de 2022, el 27 de junio de 2022 se inició el plan entre la avenida Jorge Chávez y el jirón Pilcomayo para la construcción de la estación Parque Murillo.
El 26 de septiembre de 2022 se inició el cierre de la avenida Arica entre la Plaza Bolognesi hasta el jirón Varela debido a la construcción de la estación Plaza Bolognesi de la línea 2 del Metro de Lima y Callao.

## Recorrido
La avenida inicia en la plaza Bolognesi en el distrito de Breña. A su paso por este distrito se caracteriza por ser una avenida residencial y comercial. En la cuadra dos se ubica la sede peruana de la Iglesia Pentecostal Dios es Amor, luego en la cuadra cinco se ubica la sede de la Municipalidad Distrital de Breña y al finalizar la cuadra se ubica un supermercado Metro.
En la siguiente cuadra se encuentra el colegio La Salle y su capilla, este centro educativo fundado por la congregación de los hermanos de las Escuelas Cristianas tiene su sede en la avenida Arica desde 1936. Metros después se ubica el local principal de la Editorial Bruño.
A la altura de la cuadra diez se ubica el parque Murillo, en este punto los vehículos que van en dirección este-oeste giran a la derecha hacia el jirón Aguarico. Además la avenida se interseca con la avenida Bolivia, a partir de donde se mantiene la berma central, aunque los dos carriles vehiculares al lado de esta son de dirección oeste-este. En el cruce con la avenida Venezuela, la avenida cambia la dirección de circulación vehicular esta vez de este a oeste.
La avenida Arica cruza por sobre la avenida Tingo María en un paso a desnivel e ingresa al distrito de Lima, allí empieza a tener un carácter residencial, comercial e industrial. En el cruce con la avenida Naciones Unidas se ubica el Coliseo Amauta. Finaliza en el cruce con la avenida Luis Braille, a la altura de la Unidad Vecinal Mirones.

## Galería

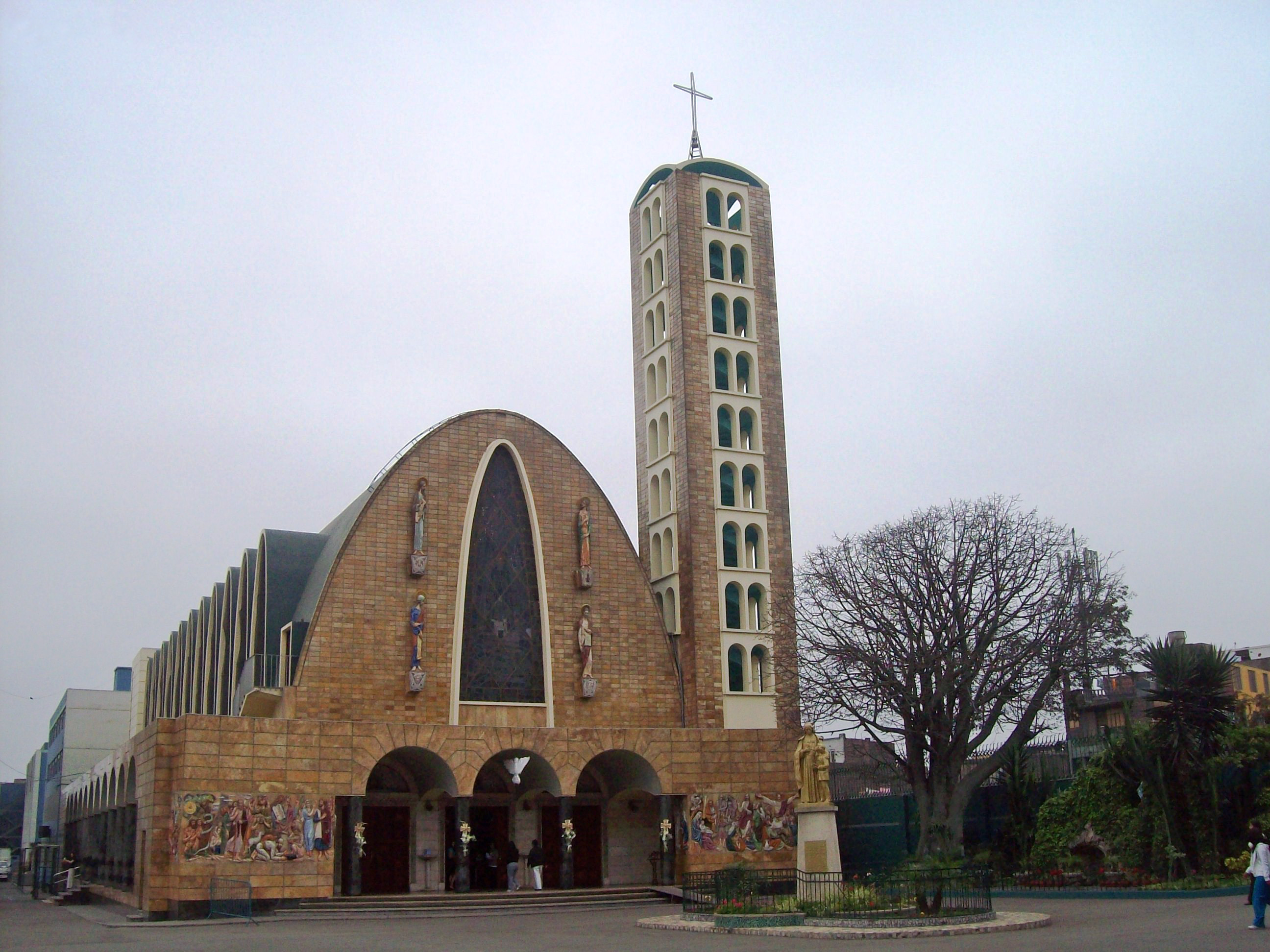
Capilla del Colegio La Salle en la cuadra seis de la avenida Arica.
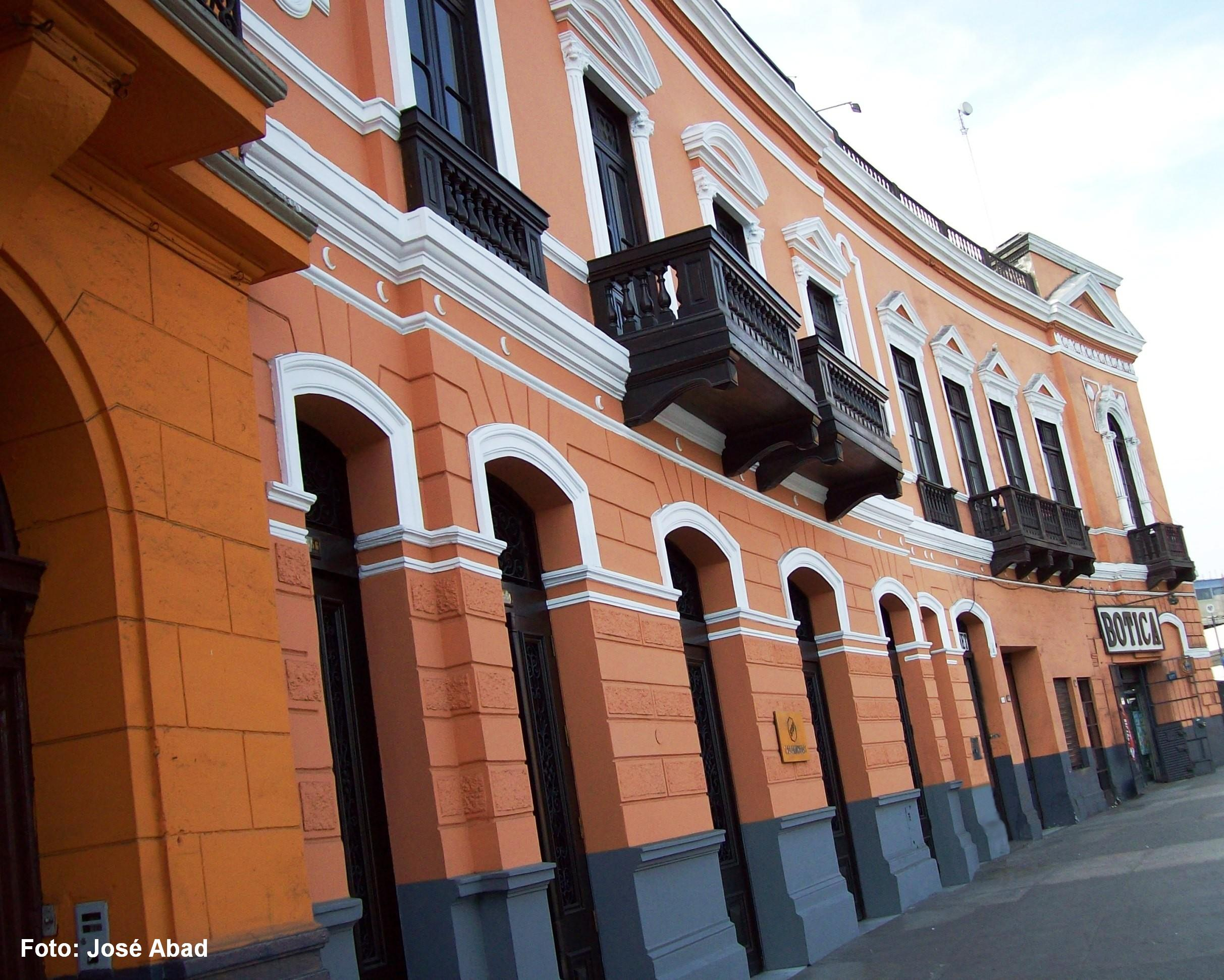
Edificios de la plaza Bolognesi, al inicio de la avenida Arica.
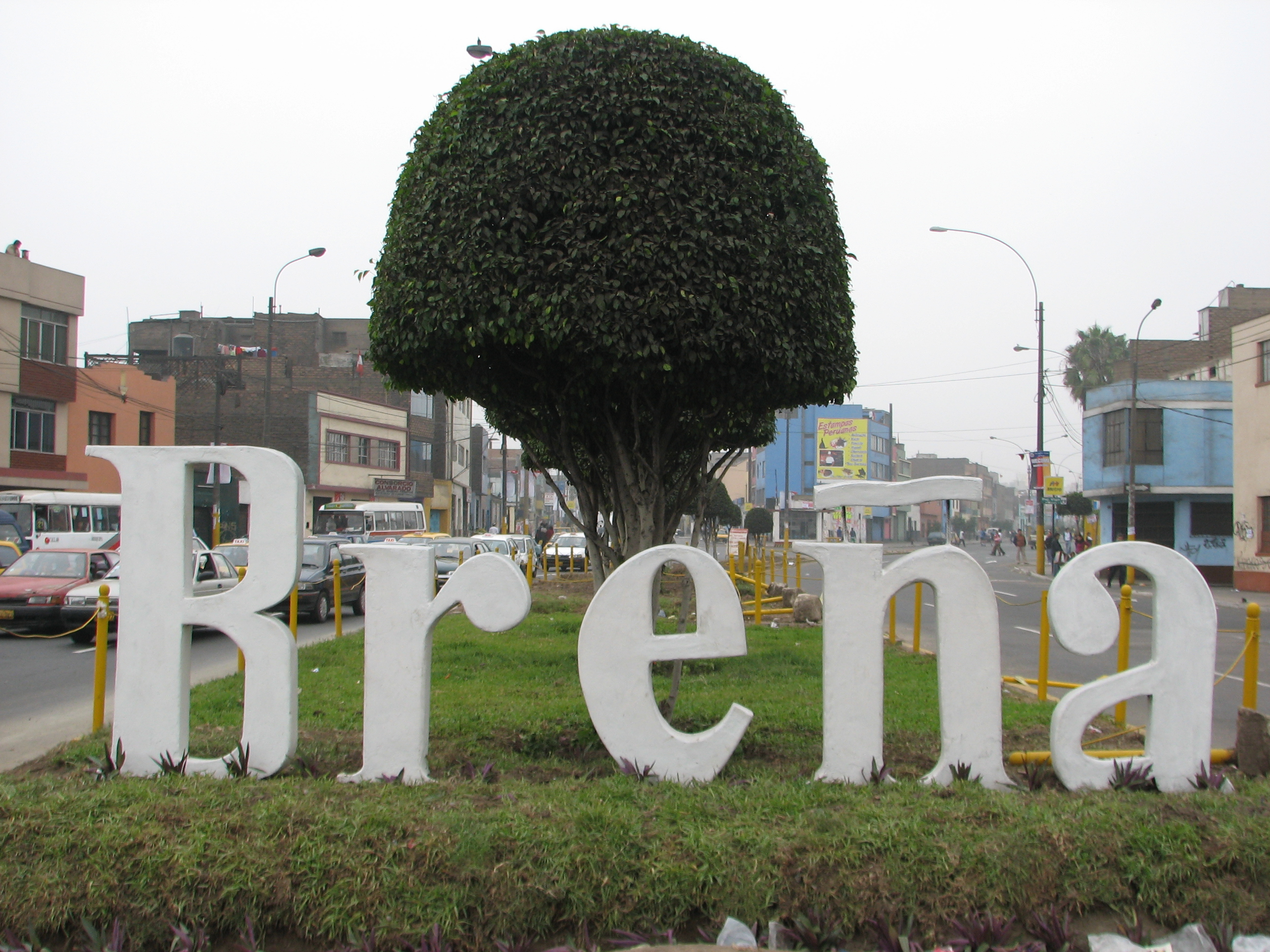
Intersección de las avenidas Arica y Venezuela.